# کیرفری (آریزونا)
کیرفری (به انگلیسی: Carefree) شهری در شهرستان مریکوپا ایالت آریزونا است که در سرشماری سال ۲۰۱۰ میلادی، ۳٬۳۶۳ نفر جمعیت داشته است. کیرفری، به‌طور رسمی در تاریخ ۱۹۸۶ میلادی به‌عنوان یک شهر شناخته شد.